# Рут Мадлі
Рут Мадлі (англ. Ruth Madeley, нар. 4 серпня 1987) — британська актриса, відома своїми ролями у фільмах «Довгі роки», «Тура» та «Доктор Хто». Вона народилася з розщелиною хребта і більшу частину свого життя працювала з благодійною організацією Whizz-Kidz. У 2016 році вона була номінована на телевізійну премію BAFTA за роботу у фільмі «Не забирай мою дитину» .

## Раннє життя
Мадлі народилася в Westhoughton, і їй за шість тижнів до народження поставили діагноз «розщелина хребта». У неї є старша сестра на ім'я Ліз. Її батько працював у службі обслуговування клієнтів, а мати була медсестрою. Коли Мадлі було 5 років, благодійна організація Whizz-Kidz виділила кошти на індивідуальний інвалідний візок для неї. Мадлі була активним волонтером Whizz-Kidz протягом усього дитинства та була частиною молодіжної групи Kidz Board. У рамках своєї роботи з Whizz-Kidz у віці 13 років вона відвідала Чері Блер на Даунінг-стріт, 10, щоб обговорити збір коштів та підвищення обізнаності. У 14 років вона отримала ще один інвалідний візок від благодійної організації.
У віці 13 років, коли вона була студенткою в Mount St. Joseph, Farnworth, вона була нагородженаPrincess Diana Memorial Award для молоді. У 2004 році, у віці 17 років, вона отримала першу нагороду Болтон Вондерерс «Герой громади».
Мадлі відвідувала Thornleigh Salesian College, а пізніше вивчала англійську мову та творче письмо з акцентом на написанні сценаріїв в Університеті Едж-Хілл, і закінчила його з дипломом з відзнакою першого класу.

## Кар'єра
У 2012 році Мадлі написала сценарій і зіграла головну роль у телевізійному фільмі Lime Pictures Scrims. Вона зіграла кілька другорядних ролей на телебаченні, зокрема «Свіже м'ясо» та «Рівень».
Вона зіграла роль Анни в телевізійному фільмі «Не забирай мою дитину» 2015 року, в якому розповідається про боротьбу подружжя-інваліда, щоб запобігти вилученню дитини, і була номінована на найкращу телевізійну жіночу роль BAFTA за свою гру. Наступного року вона була включена до списку 18 найкращих британців BAFTA. Під час зйомок Мадлі працювала у відділі збору коштів у WhizzKids. Вона повернулася на роботу після перемоги в BAFTA, вважаючи, що їй буде недостатньо ролей для актрис-інвалідів, щоб зробити акторську кар'єру.
У міні-серіалі BBC/HBO Рассела Т. Девіса «Довгі роки» Мадлі зіграла Розі Лайонс. Роль Розі спочатку не була написана для користувача інвалідного візка, але після її прослуховування Девіс вирішив співпрацювати з Мадлі, щоб змінити роль через розщелину хребта. Мадлі взяла шестимісячну відпустку на роботі в WhizzKids, щоб зняти цю роль. Коли вона спробувала повернутися до роботи, вона виявила, що отримала іншу акторську роль. Мадлі запитала свого боса, чи може вона продовжити відпустку, але її бос запевнив її, що відпустка не має сенсу, оскільки вона «зараз актриса».
Також у 2019 році вона зіграла Інгрід Вудхаус у телевізійній адаптації фільму Деніела О'Меллі «Тура».
У 2019 році Мадлі підписала відкритий лист, у якому закликала керівників Голлівуду нормалізувати інвалідність, вибравши акторів-інвалідів на ролі інвалідів. У 2020 році вона з'явилася в різдвяному спеціальному епізоді Would I Lie to You? і з'явилася в CripTales Мета Фрейзера, збірці монологів інвалідів. У 2021 році вона брала участь у конкурсі Celebrity Best Home Cook і зіграла «Горло» в телевізійній адаптації роману Террі Пратчетта Дискосвіт «Варта»
У 2021 році її взяли в комедійний серіал BBC One „Прибиральниця“ і знялася в ролі Барбари Лісіцкі в драмі BBC Two 2022 року „Тоді Барбара зустріла Алана“. Вона також з'явилася у фільмі Тома Стерна та Селін Джонс „Мигдаль і морський коник“, натхненному однойменною п'єсою Кейт О'Рейлі.
Перша театральна роль Мадлі була у фільмі «Найбільше багатство» в The Old Vic у 2018 році. The Greatest Wealth складався з семи монологів і був зібраний на святкуванні 70-річчя NHS. Монолог Мадлі „Вибір і контроль“ написала Матильда Ібіні. Наприкінці 2019 та на початку 2020 року вона зіграла Барбару „Бак“ Бекінгем у фільмі „Підліток на складі Донмар“ режисера Майкла Лонгхерста. П'єса, написана Майком Лью, була натхненна шекспірівським „Річардом III“ . Персонаж Бака базувався на персонажі герцога Бекінгемського і був спеціально написаний для того, щоб його грав актор-інвалід.
У вересні 2021 року було оголошено, що вона зіграє разом з Коліном Бейкером і Бонні Ленгфорд в аудіодрамі Big Finish <i id="mwqg">Doctor Who</i> як нова напарниця Шостого Доктора, морського біолога Гебі Гаррісон. Бокссет „Пригоди шостого доктора: Водні світи“ вийшов у травні 2022 року. Її взяли на роль Ширлі Енн Бінгем у телевізійному серіалі 2023 року, написаному Девісом, який повернувся шоуранером.
Мадлі та Рубен Ройтер знялися в документальному фільмі Channel 4 про інвалідність та аборти під назвою „Інвалідність і аборт: найважчий вибір“ . Документальний фільм вийшов в ефір у серпні 2022 року.

## Особисте життя
Мадлі продовжує свою роботу з Whizz-Kidz як збір коштів і в 2019 році була визнана меценатом благодійної організації.
Вона була зі своїм партнером Джо з 2012 року Ці двоє знайомі з дитинства. Вона є прихильницею ФК „Болтон Вондерерс“

## Фільмографія

### Плівка
| Рік  | Назва                                                    | Роль                 |
| ---- | -------------------------------------------------------- | -------------------- |
| 2012 | Scrims (телефільм)                                       | Як                   |
| 2015 | Не забирай мою дитину (телефільм)                        | Анна Ватсон          |
| 2018 | Горизонт: „Розщеплення хребта і я“ (документальний)      | Себе                 |
| 2018 | Попіл (короткометражка)                                  | Еріка                |
| 2019 | Brexit: Громадянська війна(телефільм)                    | Прихильник відпусток |
| 2020 | Непевне королівство: Правдоподібність (короткометражний) | Белла                |
| 2022 | Мигдаль і морський коник                                 | Дженні               |

### Телебачення
| Рік        | Назва                                 | Роль             | Епізод                                                                   |
| ---------- | ------------------------------------- | ---------------- | ------------------------------------------------------------------------ |
| 2009       | Дослідження півмісяця                 | Френ             | „Лікарняний лист“ (1 сезон, 8 серія)                                     |
| 2011       | Свіже м'ясо                           | Сал              | (Сезон 1, епізод 5)                                                      |
| 2016–2017  | Рівень                                | Джулі            | (Епізоди 1–6)                                                            |
| 2016       | В меншості                            | Джилл            | „Різдвяна пропозиція“                                                    |
| 2017       | П'ять на п'ять                        | Жанін            | (1 сезон, 3 і 4 епізоди)                                                 |
| 2017       | Холодні ноги                          | Трейсі МакГаррі  | (Сезон 7)                                                                |
| 2017       | Кеті                                  | Хелен            | (Епізоди 2 і 3)                                                          |
| 2019       | Чистий                                | Еббі             | (Епізод 6)                                                               |
| 2019       | Довгі роки                            | Розі Лайонс      | (Епізоди 1–6)                                                            |
| 2019       | Тура                                  | Інгрід Вудхаус   | (Епізоди 1–8)                                                            |
| 2019       | Нещасний випадок                      | Лаура Такер      | (Епізоди 2–4)                                                            |
| 2020       | Врятуй мене теж                       | DS Піп Блізделл  | (2 сезон, 6 епізод)                                                      |
| 2020       | Чи збрехав би я тобі?                 | Себе             | (Різдвяна спеціальна пропозиція)                                         |
| 2020       | Знаменитий натхненник                 | Себе             | (Епізод 8)                                                               |
| 2020       | Недільний сніданок                    | Себе             | (Серія 9, епізод 15)                                                     |
| 2020       | Криптале                              | Сью              | «Громниця» та «Прослуховування»                                          |
| 2021       | Знаменитий найкращий домашній кухар   | Себе             | (Епізоди 1–3)                                                            |
| 2021       | Остання нога                          | Себе             | «Різдвяний спеціальний випуск», «Останній етап Токіо 2020» та серія 24.4 |
| 2021       | Годинник                              | Горловий діблер  | «Краще запалити свічку», «Не в мою зміну», «Досвід близького Вімеса»     |
| 2021       | Прибиральник                          | Хелена           | «Сусід» (1 сезон, 3 епізод)                                              |
| 2022       | Потім Барбара зустріла Алана          | Барбара Лісіцька |                                                                          |
| 2022       | Інвалідність і аборт: найважчий вибір | Себе             |                                                                          |
| 2022       | Крейдяний період                      | Клара Марі       | Серія 3, серія 3 (Екзотичний зоопарк) і серія 5, серія 5 (Щуролов)       |
| 2023       | Унікальний бутік                      | Оповідач         | Серія 1                                                                  |
| 2023–тепер | Доктор Хто                            | Ширлі Енн Бінгем | Періодичні ролі (спеціальні пропозиції 2023 року, серії 14, серії 15)    |
| ЩНВ        | Сплячий                               | Ще не вийшов     | Ще не вийшов                                                             |

### Театр
- 2018: Виконала монолог «Вибір і контроль» у «Найбільше багатство»[72][73][74]
- 2019–2020: Барбара «Бак» Бекінгем у «Підліток Дік»[75][34]

## Нагороди
| Рік  | Нагорода                                   | Категорія                     | Робота                | Результат  | Посилання |
| ---- | ------------------------------------------ | ----------------------------- | --------------------- | ---------- | --------- |
| 2016 | BAFTA TV Awards                            | Найкраща актриса              | Не забирай мою дитину | Номінована | [ 76 ]    |
| 2022 | Премія Stylist ' s Remarkable Women Awards | Нагорода «Творець змін року». | Н/Д                   | Переможець | [ 77 ]    |